# 愈顯主榮

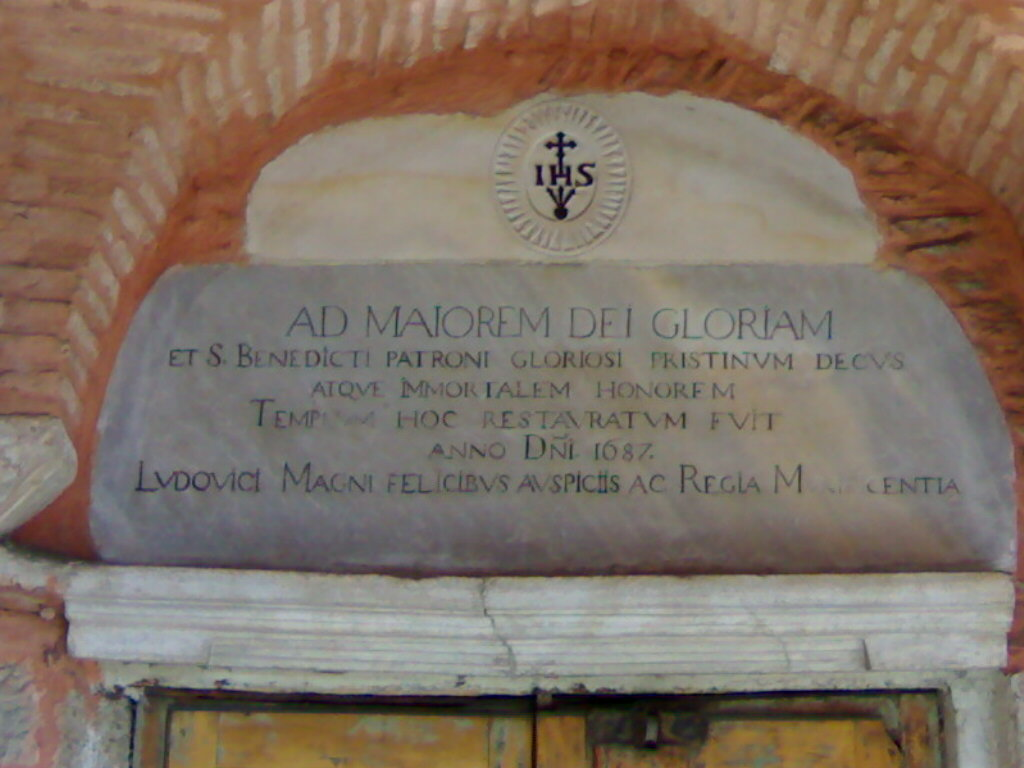
君士坦丁堡聖本篤教堂門上的銘文，1687年樹立

愈顯主榮（縮寫為 AMDG），是天主教耶穌會的格言，可通俗翻譯為「為了上帝更大的榮耀」（英語：To the Greater Glory of God）。它在歷史上一直被用作天主教徒的戰鬥口號，特別是在三十年戰爭期間，後來被耶穌會採用。
耶穌會對此的解釋是，創始人聖依納爵要求分辨出天主的旨意，並且在選擇和做決定時，都以更能光榮天主為目標。「在一切事上，除了天主的愈大光榮和讚頌之外，沒有其他願望。」（神操189）
一個常見的耶穌會標誌描繪了圍繞首字母縮寫IHS的座右銘， IHS是一個希臘字母組合，由三個字母（iota、eta和sigma）組成，代表耶穌名字的前三個字母，自3世紀以來一直被用作縮寫。 依納爵·羅耀拉在1541年將此紋章定為了耶穌會的會紋，許多畫作、教育機構、神父的個人紋章上均有出現。 IHS有時被錯誤地理解為「Jesus Hominum Salvator」（“耶穌，世人救主”）或者「Jesus Hierosolymae Salvator」（“耶穌，耶路撒冷的救主”）。